# Gelu Duminică
Gelu Duminică (n. 26 martie 1977, Galați, România) este un sociolog și activist român de etnie romă, profesor asociat al Facultății de Sociologie și Asistență Socială a Universității din București.

## Biografie
S-a născut la 26 martie 1977, la Galați, unde a urmat cursurile Liceului „Gheorghe Asachi“, pe care l-a absolvit în 1995. A urmat cursurile de licență în cadrul Facultății de Sociologie și Asistență Socială a Universității din București între anii 1998 și 2002, urmate de un program de master în politici publice europene la aceeași universitate, între anii 2002 și 2004. Între anii 2005 și 2006 a urmat un curs de diplomație publică în Malta, iar în anul 2012 a obținut doctoratul în sociologie de la Universitatea din București, titlul tezei sale fiind Strategia națională de îmbunătățire a situației romilor de la „aquis communitaire” la realitate.

## Activitate profesională
Gelu Duminică a devenit asociat al Agenției „Împreună”, un ONG care întreprinde activități de incluziune socială și afirmare a identității romilor. În anul 2001, devine director executiv al asociației. A fost consultant al Agenției Naționale pentru Romi din cadrul Guvernului României între anii 2006 și 2007. Între anii 2000 și 2020 a contribuit ca expert și manager la peste 50 de proiecte de dezvoltare comunitară și incluziune socială în zone defavorizate. Totodată, a fost Membru al Comisiei Prezidențiale pentru Analiza Riscurilor Sociale și Demografice, membru al Consiliului Economic și Social (ca reprezentant al societății civile) și membru al consiliului de conducere a filialei București a Colegiului Național a Asistenților Sociali din România.
Din 2013 este profesor asociat al Facultății de Sociologie și Asistență Socială a Universității din București.

## Publicații
A publicat o serie de studii despre condiția romilor și a persoanelor aflate în risc de excluziune socială.
- Accesul romilor pe piața muncii (București, ECA, 2003)
- Educația școlară a copiilor Romi. Determinări socio-culturale (București, Vanemonde, 2005)
- „Tânăr rom, caut loc de munca”. Dimensiuni ale participării romilor pe piața muncii. Studiu de caz pe municipiul București (București, ECA, 2004)
- Accesul romilor la servicii sociale: realități și tendințe în anul 2005 (Cluj-Napoca, AMM Design, 2006)
- O școală pentru toți? Accesul copiilor romi la o educație de calitate (București, Vanemonde, 2010)
- Izolați printre noi. Dimensiuni ale participării copiilor cu cerințe educaționale speciale în sistemul de educație românesc (București, Rentrop & Straton, 2015.)